# Martin Wallaert
Martin Wallaert (Deinze, 26 februari 1944) is een Vlaams expressionistische kunstschilder en portretschilder. Hij heeft een geheel eigen intimistische stijl.
Hij behoort tot de kunstschilders uit de vierde Latemse school. Hij woont en werkt zowel in België als in Frankrijk.

## Biografie

### Opleiding en vorming

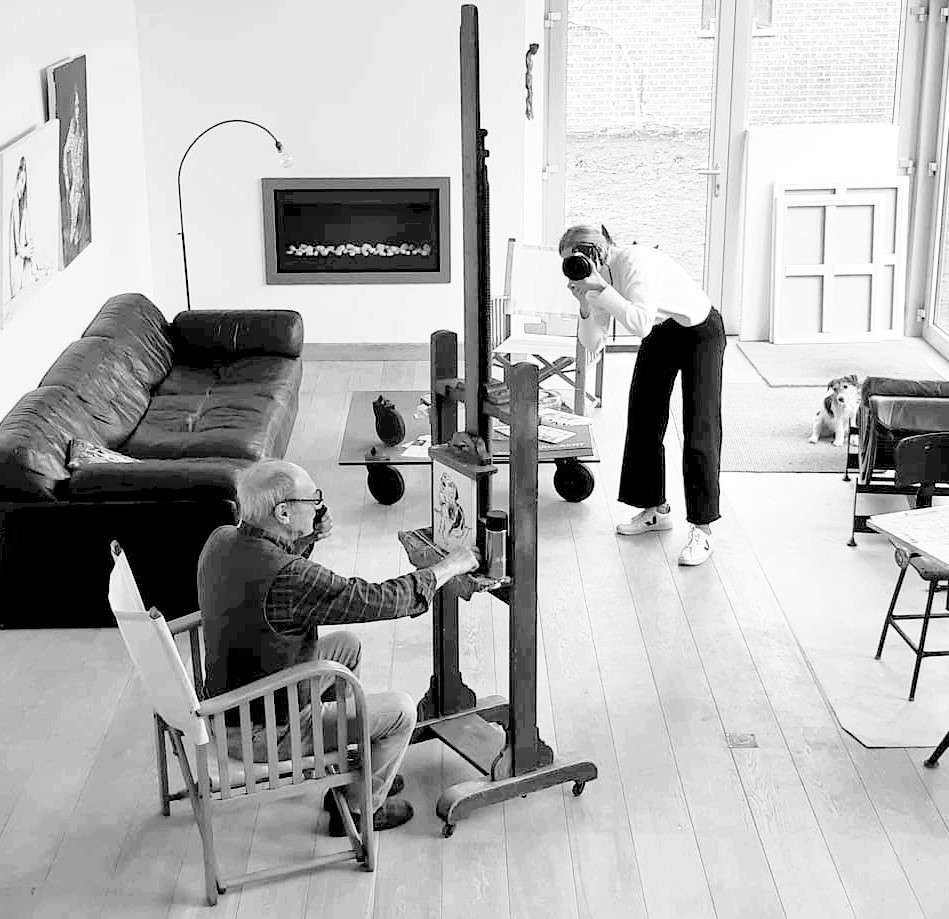
Wallaert aan het werk in zijn atelier

Martin Wallaert volgde zijn opleiding in Antwerpen, eerst aan het Stedelijk Instituut voor Sierkunsten en Ambachten in Antwerpen en vervolgens aan het Hoger Instituut voor Schone Kunsten in Antwerpen (posthogeschoolvorming van de Koninklijke Academie voor Schone Kunsten van Antwerpen). Hij kreeg les van onder andere Jan Govaerts, Gustavus De Bruyne (1914-1981), Carlo De Roover (1900-1986) en Rik Slabbinck (1914-1991) en etser René De Coninck.

### Stijl
Wallaert gebruikt klassieke technieken en werkt met olieverf en houtskool. Zijn onderwerpen echter zijn hedendaags, uit zijn onmiddellijke omgeving en actueel, zoals Selfie en Lezen anno 2020. Hij wordt wel eens de meester van emoties genoemd omdat hij zo treffend universele emoties zoals levensvreugde, eenzaamheid en verwondering kan weergeven.

### Tijdsgenoten
Wallaert was een tijdsgenoot van onder anderen Joe Van Rossem, Fons Roggeman, Dees De Bruyne, Herman Van Hecke, Benny Van Groeningen, Fred Haezebroeck, José Fabry, Henry Vandermoere, Jules Vuylsteke, Christ Michiels, Johan Gobert en Hans Kitslaar, die allen in de bredere omgeving van Gent woonden en met elkaar in contact kwamen.
- 150 jaar Latemse kunstgroepen[bron?]

### Prijzen
- 1972: Grote onderscheiding Felix Deboeck.[5]
- 1972: Eerste prijs Internationale tentoonstelling te Lissabon
- 1974: Eerste prijs van de vrienden van het Latems Museum voor Moderne Kunsten
- 1978: Gouden Medaille van de Accademia Italiana delle Arti del Lavoro.[6]

### Exposities
- In België: Deinze, Deurle, Sint-Martens-Latem, Gent, Brussel, Luik, Antwerpen, 4 jaar op rij in casino Oostende
- In Europa: Tilburg, Eindhoven, Keulen, Düsseldorf, Parijs, Avignon, Salso Maggiore, Kopenhagen
- Buiten Europa: New York, VS

### Speciale werken
- Werk in de openbare ruimte in de gemeente Zulte (realisatie in 2023)[7]
- Muurschilderij (5 m op 7 m) te Maarkedal
- Gastronomisch restaurant 't Laurierblad (2 sterren Michelin) van Guy Van Cauteren - inrichting en menukaarten
- 1976: Kerk Wannegem-Lede, Kind van mysterie, (2m20 op 1m60) met gedichten van E.H. Albert De Vos
- Trompe l'oeil in Mas de Barnave - Frankrijk
- 1974: Frans Masereel Centrum in Kasterlee – lithografie kunstenaar Martin Wallaert met dochter Valerie en lithografie Valerie met Princesse.[8]

### Artistiek leven in de jaren '60
In 1965 neemt de kunstenaar deel aan het 51ste Nationaal Salon voor Schone Kunsten in het Museum voor Schone Kunsten te Gent. Hij heeft dan zijn atelier in de Kortrijkstraat 18a te Deinze. Dit is de woning waar hij ook opgroeide tot hij naar Antwerpen vertrok om te sturen. In datzelfde jaar volgen een solotentoonstelling in het Museum voor schone kunsten Deinze. De huidige naam van dit museum is mudel en de tentoonstelling met titel Martin Wallaert in Galerie Deurlica in de Dorpstraat 28 in Deurle. Zowel in 1966 als 1967 heeft hij een groepstentoonstelling in Galerie Deurlica. In 1966 met A. Claeys, M. Schelck, zijn toenmalige mecenas en G. Vindevogel. In maart 1967 een 2de keer. Er volgen dat jaar nog meer tentoonstellingen zoals "Het zelfportret Nu!" onder leiding van Anton Vlaskop en in oktober een tentoonstelling in de Generale Bank Tolpoortstraat Deinze. Op dat moment heeft de kunstenaar zijn atelier in zijn nieuwe woonplaats, Molenstraat 4 te Nazareth. Deze straat werd in 2024 hernoemt naar Botermolenstraat. Naast tentoonstellen behaalt de kunstenaar in dat jaar ook de Grote onderscheiding te Napels. Het jaar dat erop volgt neemt de kunstenaar aan de groepstentoonstelling met de titel "Het zelfportret NU" te Merelbeke. Hiervan bestaat ook een publicatie. Later op het jaar heeft hij een solotentoonstelling in Nazareth, in zijn atelier en woning in de Molenstraat 4. De opening ervan wordt verzorgd door schrijver en theatermaker, later -directeur Jo Decaluwe (ARCA-theater en Theater Tinnenpot). Er volgt een tweede tentoonstelling (1969) in de Generale Bank in de Tolpoortstraat Deinze. De bestaat uitsluitend uit tekeningen van de kunstenaar en heeft de toepasselijke titel Tekeningen van Wallaert. Het jaar erop volgt een grote solotentoonstelling in het gemeentehuis van Nazareth i.s.m. Davidfonds. Daarnaast verzorgde de kunstenaar het decor voor Theater Malpertius te Tielt voor het stuk ‘Zwarte Excellentie’.

### Artistiek leven in de jaren '70
In 1972 volgt een eervolle vermelding tijdens de Felix De Boeckwedstrijd en verschillende werken van de kunstenaar worden tentoongesteld in het Paleis voor Schone Kunsten te Brussel. Er volgt nog een groepstentoostelling "Vlaamse kunstenaars Nu" onder leiding van Anton Vlaskop en een solotentoonstelling - Galerij Pro Arte - Voskenslaan 81 Gent. In 1973 krijgt Martin Wallaert de 1ste prijs tijdens een internationale tentoonstelling te Lissabon gevolgd door een solotentoonstelling in Gallery Malpertuis, bij A.F. De Wilde in de Kasteeldreef te Laarne. Het jaar erop volgt een solotentoonstelling met titel "Wallaert" in het Latems Museum voor Moderne Kunsten onder leiding van Professor Pierre Kluyskens en een groepstentoonstelling "Kaas en wijn in de schilderkunst" in Latems Museum voor Moderne Kunsten onder leiding van Walter De Taeye. In 1976 exposeert de kunstenaar zowel in België, Nederland en Duitsland. "Kunstenaars van Nu" - Walter De Taeye, gevolgd door de tentoonstelling met als titel "Martin Wallaert, intimiteit als inspiratiebron" te Dommelhof, Neerpelt onder leiding van Bob Van den Bossche, gevolgd door een groepstentoonstelling met als titel "7 Belgische kunstenaars" in de stad Keulen te Duitsland gevolgd door een groepstentoonstelling "Latemse kunst van Valerius De Saedeleer tot heden" in Neerpelt, gevolgd door een tentoonstelling met publicatie, Panorama De Vlaamse kunst van St-Martens-Latem tot heden door Jo Verbrugghen, vervolgens de tentoonstelling Latemse kunst van Permeke tot heden te Tilburg in Nederland en in Sint-Martens-Latem - Het Latems Museum voor Moderne kunst bestaat 10 jaar, wat gevierd wordt door de expo ‘De tuin der lusten’ (Graba), samen met een selectie hedendaagse Latemse schilders (A. Catrie, H. Kitselaar, V. Dooms, M. Schelck en M. Wallaert). In 1976 ontmoet de kunstenaar de architect Juliaan Lampens. Ze worden vrienden en architect Juliaan Lampens ontwerpt een atelier en tentoonstellingsruimte voor kunstenaar Martin Wallaert: ontwerp blz. 77-80. Verder maakt kunstenaar Martin Wallaert een groot schilderij met de titel "Kind van mysterie" voor de kerk van Wannegem-Lede. Op dit werk staan zijn jongste zoon en zijn moeder. Het werk werd opgehangen in de kerk met Pasen en hangt er nog steeds. In 1977 volgen verschillende tentoonstelling zoals de solotentoonstelling met titel "Wallaert" in Latems Museum voor Moderne Kunsten, met de uitgave van twee lithografieën namelijk "zelfportret met hoed" en "Jean-Christophe met hond aan hoeve Ten Palmen". Gevolgd door de tentoonstellingen met titel "Vlaamse kunst van Ensor tot Wallaert" in Oudenaarde, "Sint-Martens-Latem, kunstenaarsdorp" in Mol, "De Latemse school van Gustaaf van de Woestijne tot Martin Wallaert" in Galerie St. Hermes te Ronse en de solotentoonstelling int Galerie Govaerts, Louizalaan 255 te Brussel. Verder werd ook in dat jaar de monografie "Wallaert" uitgegeven. Deze monografie over de kunstenaar werd geschreven door professor Marcel van Jole en uitgegeven door Art Editions te Parijs. De kunstmap "Een Dorp" met lithografiën van Martin Wallaert en met gedichten door Albert De Vos wordt in 1978 en gemaakt in Frans Masereel Centrum. Deze map kunstmap wordt voor het eerst aangeboden op de retrospectieve tentoonstelling van kunstschilder Martin Wallaert te Kruishoutem. Er volgen verschillende tentoonstellingen zoals in het Museum voor Moderne Kunst Latem, "Lathem Saint-Martin", Arts, 1978, Saint-André - Jacques Parisse, "Schilders van Sint-Martens-Latem en de Leie", voor de tentoonstelling in Casino kursaal Oostende met een openingswoord door Willy Otte, gevolgd door Kunst Rotary door Jean Otten in Brussel, Luik, Antwerpen en Bergen. De uitgave "Kunst in België", Nationale Kunstuitgaven, A. de La Hamaide, Brussel - Marcel Duchateau en Jean-Pierre Van Tieghe verschijnt eveneens in 1978 en de kunstenaar wordt opgenomen in "the Encyclopaedia of Italian Painters". De Fifty-One Club organiseerde een groepstentoonstelling met werken van o.m. Kitslaer, Paul Mara, Roger Raveel, Martin Wallaert. Het jaar erop ontvangt de kunstenaar in het Italiaanse Salsomaggiore het diploma met gouden medaille voor kunstverdiensten door de Accademie delle Arti e del Lavoro. In datzelfde jaar werkt hij aan de boekillustratie bij het boek van Albert De Vos "Tot tegen eigen kindertijd" - prentenkabinet die gekoppeld is aan de tentoonstelling in Galerij Van de Voorde te Deinze. De kunstmap Het jaar van het kind met werken van Martin wallaert en gedichten van Albert De Vos wordt ook in 1979 uitgegeven. Er volgen meerdere tentoontelingen zoals Sint-Martens Latem, Die Geburt des Flämischen Expressionismus in Lahnstein, Duitsland door Willem Enzinck, Sint-Martens-Latem en de schilders van de Leiestreek, Doornik, tentoonstelling Martin Wallaert met de voorstelling van de dichtbundel van dichter Albert De Vos bij Kunstkring "De verkeerde wereld" in Maaseik, Kunstrotary organiseert een groepstentoonstelling in Mol met een catalogus door o.a. professor Marcel Van Jole. 

### Artistiek leven in de jaren 1980
Bij de tentoonstelling "Wordt wat ge zijt" i.s.m. Pastoor Albert Devos wordt een uitgebreide drietalige catalogus uitgegeven. De tentoonstelling gaat door in het Casino van Oostende in 1980. Er volgt een boekillustratie bij het boek van dichter Albert De Vos met titel "Een dorp" en de kunstmap Guido Gezelle wordt uitgegeven bij De Printmaker te Brugge. Er gaan ook volgende tentoontstelling door waar de kunstenaar deel aan neemt; Schilders van Sint-Martens Latem en de Leiestreek in Londen, solotentoonstellingen in Lahnstein en Eindhoven. Verder wordt er een film over zijn werk gemaakt door cineast Roger Claeys. Deze wordt de eerste keer vertoond op de solotentoonstelling met titel Martin Wallaert in Casino-Kursaal Oostende: affiche en film door Roger Claeys en monografie "Martin Wallaert" door E.H.A. De Vos. Het jaar erop volgen verschillende tentoonstellingen zoals de solotentoonstelling Martin Wallaert in het Museum voor Moderne Kunst te Sint-Martens-Latem, de duotentoonstelling Jean Oosterlinck - Martin Wallaert met een inleiding door Jos Murez en een catalogus door Willy Otte en een solotentoonstelling in Cultureel Centrum "Het Molenhuis" Artiestenzolder in Bachte-Maria-Leerne te Deinze met de inleiding door lic. Claude Vanhoucke. In het jaar 1981 werd ook de kunstmap "Zo blind staat de dichter" met gedichten van dichter Paul van der Schaeghe en grafiek van Martin Wallaert voorgesteld in Brugge. Het jaar erop volgt een tentoonstelling in Herentals met een inleiding door letterkundige Paul van der Schaeghe. De kunstmap Het jaar van de vrouw, een samenwerking tussen kunstschilder Martin Wallaert en dichter Albert De Vos wordt voorgesteld. In 1983 verhuist de kunstenaar van Wannegem-Lede naar Oudenaarde waar hij vanaf 1983 tot 1990 woont en werkt in Refuge van de abdij van Ename. In datzelfde jaar verschijnt een map over Emile Verhaeren die door kunstenaar Martin Wallaert werd geïllustreerd en voorgesteld wordt in het Centre Pompidou, te Parijs. De kunstenaar neemt dat jaar ook deel aan een groepstentoonstelling Modern Art in Casino Kursaal van Oostende met o.a. Leonor Fini fotomateriaal in archief - digitale affiche. In 1984 organiseert de kunstenaar met antiquair Bernard Blondeel de solotentoonstelling met als titel "Martin Wallaert in eigen atelier" in de refuge van de abdij van Ename, een combinatie van schilderijen met middeleeuwse beelden van Bernard Blondeel. In datzelfde jaar volgt de solotentoonstelling "Martin Wallaert" in kunstgalerij Aksent te Tielt. De kunstenaar wordt in 1985 opgenomen in de uitgave Who's who in Europe. Zowel de binnen- als buitenzijde van de Refuge van de abdij van Ename is vaak het decor in de tekeningen en schilderijen van de kunstenaar. In 1986 worden 2 litografieën uitgegeven van deze werken, nl. het werk Met pet aan de voordeur en het werk Op trap in de Refuge, telkens in 99 exemplaren. Er volgen meerdere tentoonstellingen met o.a. antiquairs Bernard Bondeel en Alex Vervoort. In 1987 neemt de kunstenaar deel aan een groepstentoonstelling Jazzart in Kursaal Oostende o.a. met Jan Burssens. Drie jaar later in 1990 worden twee lithografieën van werken van de kunstenaar uitgegeven nl. Zelfportret en Sint-Annarei door grafisch bedrijf Photogravure De Schutter NV gevestigd te Antwerpen. In dat jaar ging er ook een solotentoonstellingin Casino-Kursaal Oostende door en verscheen de bijhorende catalogus met werken van Martin Wallaert en Georges Librecht.  

### Artistiek leven in de jaren '90
In 1991 verschijnt het boek Verknocht aan het land in de Leiebocht, Latems kunstleven tussen 1890 en 1990 geschreven door Albert-Fernand Haelemeersch. De kunstenaar verblijft en werkt dan in Zuid Frankrijk 1992 - 2000. In 1993 wordt in België de solotentoonstelling "Erik Van Neygen stelt voor Martin Wallaert - Van '65 tot NU!" in Pictura georganiseerd. 

### Artistiek leven vanaf 2000
In 2000 volgt een eerste tentoonstelling in het nieuwe atelier te Mullem, een autenthieke dorp bij Oudenaarde en de ontmoeting met de adelijke familie de Gerlache. De kunstenaar schildert elke huis in de dorpskern van Mullem o.a. het bekende restaurant De Kroon, de woning aan het kerkhof, de kerk en vele andere dorpstaferelen. Het Museum Deinze en de Leiestreek, nu mudel, geeft in 2001 een overzichtcatalogusvan haar werken uit met een werk gesigneerd "Wallaert". In samenwerking met de ING Gent wordt de solotentoonstelling met de titel "Terugblik" georganiseerd in 2005. In 2012 vestigd de kunstenaar zich in het Oost-Vlaamse kunstdorp Machelen-aan-de-Leie waar hij nog steeds woont en werkt. Zijn atelier is dan gevestigd in het 't Biechtstoeleke. Er wordt ook elk jaar in december een eindejaarstentoonstelling georganiseerd. De uitnodiging in 2014 en 2015en sfeerbeelden van de tentoonstelling 2014 en 2015. In 2015 neemt de kunstenaar deel aan het kunstproject PASS van initiatiefnemers Kris Martin en Jan Hoet Junior en onder het curatorschap van Melanie Deboutte. Het jaar erop gaat voor de 6de keer de eindejaartentoonstelling met titel Intimiteit als inspiratiebrondoor op vrijdag 2 december 2016. Deze wordt geopend in het gezelschap van Zijne Koninklijke Hoogheid Prins Laurent van België, gouverneur van Oost-Vlaanderen Jan Briers, Minister van Staat Herman De Croo en Burgemeester Simon Lagrange. Er is ook een gelijknamig catalogus bij de tentoonstelling en er is ook een filmopnamevan. Tijdens de eindejaarstentoonstelling in 2017 komt toenmalig Vlaams Minister voor Cultuur dhr. Sven Gatz langs en opent de tentoonstelling officieel. Conservator van het mudel Wim Lammertijn verzorgt de inleiding tijdens de eindejaarstentoonstelling in 2018. De kunstenaar heeft een vriendschapband met sterrenchef Guy Van Cauteren. Hij richt het volledige restaurant in en ontwerp de menukaarten met een levensecht tafereel van de chef in zijn keuken. In 2019 verschijnt het boek De kunst om te praten met volle mond geschrevendoor Guy Van Cauteren. Op de pagina's 98, 99, 154, 155 en 202 staan afbeeldingen van schilderijen van de kunstenaar. In de jaren '70 was de kunstenaar ook bevriend met de bekenede architect Juliaan Lampens. Ze werkten samen aan het ontwerp van een atelier voor de kunstenaar in Wannegem-Lede. De unieke constructie bestond uit een dubbele piramide van 15 meter hoog maar werd uiteindelijk niet gebouwd. De ontwerptekeningen staan op pagina 78-80 in het boek Juliaan Lampens 1950–1991, heruitgegeven in 2020 door het Vlaams Architectuurinstituut. De private collectie met eigen werk en werken uit van kunstenaars uit verschillende periodes van de Latemse kunstgroepen wordt opengesteld voor uitleen. In 2020 verschijnt de catalogus met uitleenwerken. Het musem mudel organiseert de tentoonstelling "Dichter bij de Leie" in 2022 en geeft een catalogusuit. Het werk van een fietsende man met zijn 2 honden aan de oude Leie-arm van de kunstenaar wordt tentoongesteld in combinatie met een gedicht van E.H. Albert Devos. In 2023 start Openbaar Kunstbezit Vlaanderen (OKV) en Toerisme Vlaanderen met Vlaamse Meesters op hun plek. Atelier Martin Wallaertwordt opgenomen in dit netwerk. In datzelfde jaar wordt het werk Beschermengel I gebruikt voor een kusntwerk in de openbare ruimte. Dit is nog steeds te zien op de koesterplek, Hamstraat 3 in Zulte. In 2023 verschijnt de boek Caleidoscoop van de Leiepoëzie, geschreven door Steven Van De Putte. Vanaf pagina 301 tot 336 wordt de samenwerking en bromance tussen de kunstenaar en dichter Albert De Vos beschreven. Het leven en werk van de kunstenaar wordt momenteel gearchiveerd in samenwerking met Cultuurregio Leie Schelde. In 2025 wordt de boek Roadtrip, Herinneringen van Martin Wallaert aan Vlaamse kunstenaars uit de Leiestreek uitgegeven. Deze kan nog steeds besteld worden.

### Film
- 2024: Martin Wallaert en de Latemse groepen (NL)[71] en Martin Wallaert and the Latem artists (Engels)[72]
- 2022: In het atelier van de kunstenaar Martin Wallaert[73]
- 2017: Interview met televisiemaker[74]
- 2016: AVS tijdens komst van Z.K.H. Prins Laurent[75]
- 1980: De kleine wereld van Martin Wallaert door Roger Claeys en Jacques Vandersichel[76]

- RKD-Nederlands Instituut voor Kunstgeschiedenis: 21124
- Système universitaire de documentation: 23004297X
- Virtual International Authority File: 289323769